# Marokanski arapski
Marokanski arapski (marokanski govorni arapski, marokanski kolokvijalni arapski, magrebski arapski, marokanski darija, marokanski dereja; ISO 639-3: ary), arapski jezik koji se govori u Maroku i Zapadnoj Sahari; ukupno 21 048 900 govornika, uključujući one po europskim državama.
Postoji nekoliko dijalekata nazvanih po gradovima i lokalitetima: rabat-casablanca arapski, fez, meknes, tangier, oujda, jebli (jebelia, jbala), južnomarokanski arapski, marakeški (marrakech).
U Zapadnoj Sahari je službeni.

## Vanjske poveznice
- Ethnologue (14th)
- Ethnologue (15th)